# Monesma y Cajigar
Monesma y Cajigar (aragónul: Monesma y Caixigar, katalánul: Monesma i Queixigar) település Spanyolországban, Huesca tartományban. Monesma y Cajigar Isábena, Arén, Puente de Montañana és Castigaleu községekkel határos. Lakosainak száma 69 fő (2024).

## Népesség
A település népessége az utóbbi években az alábbiak szerint változott:
| Lakosok száma | 104  | 104  | 111  | 111  | 100  | 88   | 84   | 76   | 69   | 69   |
|               | 2001 | 2004 | 2006 | 2009 | 2011 | 2014 | 2016 | 2019 | 2021 | 2024 |